# Happy (Leona Lewis)
Happy è il primo singolo che anticipa l'uscita di Echo, secondo album di Leona Lewis. La canzone scritta da Ryan Tedder, Leona Lewis ed Evan Bogart e prodotta da Ryan Tedder, viene pubblicata il 15 settembre 2009, negli Stati Uniti e Canada, e il 9 novembre 2009 in Regno Unito e in Europa.

## Il video
Il video per "Happy" è stato girato a Cuba da Jake Nava.

## Cronologia delle pubblicazioni
| Paesi       | Data              | Formato           |
| ----------- | ----------------- | ----------------- |
| Stati Uniti | 15 settembre 2009 | Download digitale |
| Stati Uniti | 21 settembre 2009 | Airplay           |
| Canada      | 15 settembre 2009 | Download digitale |
| Svezia      | 25 settembre 2009 | Download digitale |
| Regno Unito | 8 novembre 2009   | Download digitale |
| Regno Unito | 9 novembre 2009   | CD                |

## Classifiche
| Classifica (2009)               | Posizione massima |
| ------------------------------- | ----------------- |
| Australia                       | 26                |
| Austria                         | 2                 |
| Canada                          | 15                |
| Danimarca                       | 25                |
| Europa                          | 3                 |
| Germania                        | 3                 |
| Giappone                        | 6                 |
| Irlanda                         | 3                 |
| Italia                          | 18                |
| Norvegia                        | 17                |
| Nuova Zelanda                   | 20                |
| Paesi Bassi                     | 74                |
| Regno Unito                     | 2                 |
| Spagna                          | 1                 |
| Svezia                          | 11                |
| Svizzera                        | 4                 |
| U.S. Billboard Hot 100          | 31                |
| U.S. Billboard Pop 100          | 32                |
| U.S. Billboard Hot Gospel Songs | 26                |